# Periaeschna mira
Periaeschna mira là loài chuồn chuồn trong họ Aeshnidae. Loài này được Navás mô tả khoa học đầu tiên năm 1936.